# Musik i Polen
Musik i Polen inkluderar kompositörer som Chopin och Lutosławski. Där finns också traditionell, regionbaserad folkmusik som genom historien medverkat till en livfull och omväxlande musikalisk scen, inklusive poezja śpiewana (sjungen poesi).
Traditionell dansmusik som mazurka, polonäs och polska har påverkat musiken i andra europeiska länder. Under 1900-talet har populärmusikformer som jazz och hårdrock visat stor livskraft, och efter Berlinmurens fall etablerades ett stort antal popmusikkarriärer på en expansiv nationell musikscen.

## Historik

### Tidig och klassisk musik
De första skildringarna i skrift av musiklivet i Polen stammar från 900-talet, medan de tidigast bevarade notskrifterna av gregorianska melodier är från början av 1100-talet. Detta var en tid då det slaviska Polen anammade den kristna tron, och liturgisk musik nådde landet utifrån via grannlandet Böhmen. Under 1200-talet uppmärksammades flerstämmig polsk musik, genom den första kända polska tonsättaren Wincenty från Kielce.
Under medeltiden florerade det polska musiklivet främst kring landets hov och universitetet i Kraków; Mikołaj från Radom var den tidens mest kända namn.
| Vänster: Adam Jarzębskis gravkrypta. Höger: Stanisław Moniuszko, ett av namnen under den polska nationalromantiken. |  | Vänster: Adam Jarzębskis gravkrypta. Höger: Stanisław Moniuszko, ett av namnen under den polska nationalromantiken. |
| Vänster: Adam Jarzębskis gravkrypta. Höger: Stanisław Moniuszko, ett av namnen under den polska nationalromantiken. |  | |

Hovet flyttade 1596 till den nya huvudstaden Warszawa, och 1600-talets polska barockmusik (i och utanför hovet) kom att domineras av musiker med italienskt ursprung. 1633 presenterades italiensk opera på scen i Warszawa för första gången. Tre av de mest namnkunniga polskfödda tonsättarna under 1600-talet (ofta nämnd som en första "guldålder" inom polsk musikproduktion) var Mikołaj Zieleński, Adam Jarzębski (cirka 1590–cirka 1648) och Marcin Mielczewski (cirka 1600–1651).
| Vänster: Józef Elsner, Frédéric Chopins lärare. Höger: Henryk Wienawski, violinvirtuos från sent 1800-tal. |  | Vänster: Józef Elsner, Frédéric Chopins lärare. Höger: Henryk Wienawski, violinvirtuos från sent 1800-tal. |
| Vänster: Józef Elsner, Frédéric Chopins lärare. Höger: Henryk Wienawski, violinvirtuos från sent 1800-tal. |  | |

Den inhemska musikdramatiska produktionen tog fart efter Maciej Kamieńskis första sångspel på polska (1778). Denna fick sin fortsättning bland annat under nationalromantiken under 1800-talet, inklusive via namn som Stanisław Moniuszko (1819–1872) och Józef Elsner (1769–1854). Den senare grundade musikkonservatoriet i Warszawa och är även ihågkommen som Frédéric Chopins lärare.
Ovannämnde Chopin framträdde som det viktigaste namnet under den polska nationalromantiken. Hans pianoverk gav honom ett rykte som den första polska tonsättare med en bred världspublik, och via Chopin blev både mazurka och polonäs internationellt välkända begrepp inom musik och dans. Den virtuosa violinmusikern och tillika kompositören Henryk Wienawski var också verksam som spridare av polskt musikaliskt renommé internationellt. Det sentimentala pianostycket "Jungfruns bön" (1856; "Modlitwa dziewicy Op.4") av Tekla Bądarzewska-Baranowska blev en av 1800-talets mest spridda polska melodier.
| Vänster: Ignacy Paderewski, även Polska republikens första regeringschef. Höger: Karol Szymanowski, mystiker med folkmusikaliska rötter. |  | Vänster: Ignacy Paderewski, även Polska republikens första regeringschef. Höger: Karol Szymanowski, mystiker med folkmusikaliska rötter. |
| Vänster: Ignacy Paderewski, även Polska republikens första regeringschef. Höger: Karol Szymanowski, mystiker med folkmusikaliska rötter. |  | |

Chopin kom trots sin starka franska koppling att betyda mycket för stärkandet av en polsk nationalkänsla. På ett annat sätt blev den skickliga pianisten Ignacy Paderewski en nyckelfigur inom polsk politik, då han 1919 utsågs till den polska republikens första regeringschef.
| Vänster: Grażyna Bacewicz en av 1900-talets viktigaste kvinnliga tonsättare. Höger: Witold Lutosławski, Polarpristagare 1993. |  | Vänster: Grażyna Bacewicz en av 1900-talets viktigaste kvinnliga tonsättare. Höger: Witold Lutosławski, Polarpristagare 1993. |
| Vänster: Grażyna Bacewicz en av 1900-talets viktigaste kvinnliga tonsättare. Höger: Witold Lutosławski, Polarpristagare 1993. |  | |

Den store tonsättaren under tidigt 1900-tal var Karol Szymanowski, en mystiskt lagd klangkonstnär som även han hade starka rötter i folkmusiken. Han ledde bland annat gruppen Młoda Polska ('Unga Polen'), som även innehöll namn som Grzegorz Fitelberg (1879–1953) och Ludomir Różycki (1883–1953). I den efterföljande generationen framträdde Grażyna Bacewicz, en av 1900-talets viktigaste kvinnliga tonsättare.
Musikskapandet stagnerade under andra världskriget och den tidiga, stalinistiska efterkrigstiden. Efter Josef Stalins död utvecklades dock Polen till ett ledande land inom europeisk modernism, bland annat via Witold Lutosławski (mottagare av Polarpriset 1993), Kazimierz Serocki och Krzysztof Penderecki. I västvärlden fick Henryk Górecki sitt genombrott först 1993, via en inspelning på skiva av Symfoni av sorgesamma sånger, hans tredje symfoni (komponerad 1976). Zbigniew Preisner nådde också internationell uppmärksamhet via hans musik till Krzysztof Kieślowskis filmer.
Ett antal musiker och sångare med rötter i Polen har blivit kända på världsscenen. Dessa inkluderar Arthur Rubinstein och Krystian Zimerman (båda på piano), Bronisław Hubermann och Henryk Szeryng (båda på violin), Wanda Landowska (cembalo) samt Jan Kiepura och Teresa Zylis-Gara (operasång).
Polsk elektroakustisk musik av större vikt har bland annat utvecklats med koppling till musikfestivalen Warszawahösten (grundad 1956). Paweł Szymański (född 1954) är en av senare års viktigare tonsättare inom musiktypen.

### Folkmusik

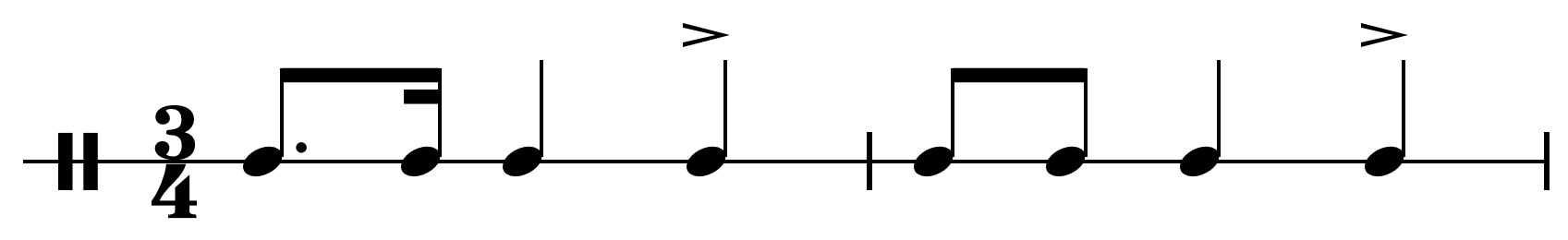
Rytmen i mazurka.

Den polska folkmusiken har spelat stor roll både inom landet och för folkmusikens utveckling på europeiska nivå. Oskar Kolberg (1814–1890) är den viktigaste insamlaren av den inhemska folkmusiken, ett insamlade som inleddes av andra under tidigt 1800-tal.
Den instrumentala folkmusiken har inte minst tre dansrytmer med polskt ursprung, vilka alla tre nått en status som nationaldanser: mazurka, polonäs och krakowiak. De två första har även använts inom konstmusiken. Inom bland annat svensk folkmusiktradition har även polska fått en viktig roll med många lokala varieteter.

### Populärmusik
Inom populärmusiken blev Polen på 1950-talet ett land att räkna med via jazzen. Där framträdde namn som Krzysztof Komeda (1931–1969) och Adam Makowicz (född 1940), Tomasz Stańko (trumpet), Michał Urbaniak (född 1943; violin och saxofon) samt Urszula Dudziak (född 1943; sång). Jazzmusik hade tidigare under den kommunistiska tiden varit förbjuden.
| Krzysztof Komeda (vänster) och Andrzej Jagodziński (höger), två stora namn inom polsk jazz. |  | Krzysztof Komeda (vänster) och Andrzej Jagodziński (höger), två stora namn inom polsk jazz. |
| Krzysztof Komeda (vänster) och Andrzej Jagodziński (höger), två stora namn inom polsk jazz. |  |                                                                                             |

Storhetstiden inom polsk jazz inträffade under 1960- och 1970-talen, då flera mer kända namn flyttade utomlands.
Under 1980- och 1990-talen skedde en förnyelse via en yngre generation jazzmusiker som utmanade de då etablerade idealen. Inom young power (stilriktning mot frijazz fusionsmusik) blev Krzysztof Popek ett ledande namn, och än mer avantgardistisk stil kom via gruppen Miłość (från 1988) och dess nya stil yass. Pianisten Andrzej Jagodziński och dennes trio lanserade en inhemsk musikvåg med tolkningar i jazzformat av Chopins musik.
| Edyta Bartosiewicz (vänster) och Kasia Kowalska (höger), två av de kvinnliga rockartisterna som slog igenom under 1990-talet. |  | Edyta Bartosiewicz (vänster) och Kasia Kowalska (höger), två av de kvinnliga rockartisterna som slog igenom under 1990-talet. |
| Edyta Bartosiewicz (vänster) och Kasia Kowalska (höger), två av de kvinnliga rockartisterna som slog igenom under 1990-talet. |  | |

Den polska rockmusiken har haft en livaktig scen ända sedan pionjären Tadeusz Nalepas genombrott på 1960-talet. Ett annat tidigt namn inom landets rock var singer-songwritern Czesław Niemen. 1970- och 1980-talet präglades av tongivande grupper som Perfect, Republika, Lady Pank och Maanam, medan en ny generation av band (som Myslovitz, Hey och Wilki) och kvinnliga rockmusiker (som Edyta Bartosiewicz, född 1966, och Kasia Kowalska, född 1973) inledde sina karriärer på 1990-talet. Decenniet såg en etablering av en ny generation av polska pop- och rockmusiker, med stora försäljningssiffror på en expanderande polsk skivmarknad.
2000-talet har gett ytterligare en ny generation inom polsk rock och pop, med namn som Pustki, Cool Kids of Death och Lao Che. Där finns även ett antal som verkar inom electronica, inklusive Skalpel och Jacaczek.
Inom hårdrock har Polen också markerat sig med stort antal grupper inom olika undergenrer som black metal, death metal och thrashmetal. Några av banden har namn som Behemoth, Acid Drinkers med albumet Strip Tease, Decapitated och Vader.
Polen är även platsen för ett antal viktiga rockfestivaler, inklusive i Jarocin (sedan 1980) Open'er Festival i Gdynia (sedan 2002) och Off Festival i Katowice (sedan 2006, tidigare i Mysłowice).